# تسويق الولاء
تسويق الولاء هو نهج للتسويق، معتمد على الإدارة الإستراتيجية، إذ تركز الشركة على تنمية العملاء الحاليين والمحافظة عليهم من خلال الحوافز. تشكل كل من العلامات التجارية وتسويق المنتجات وتسويق الولاء جزءًا من عرض العميل -التقييم الشخصي من جانب العميل لمعرفة ما إذا كان يجب شراء علامة تجارية أم لا بناءً على مزيج متكامل من القيمة التي يتلقاها من كل من تخصصات التسويق هذه.
تخصص تسويق ولاء العملاء موجود منذ سنوات عديدة، لكن التوسعات منه هي مجرد نماذج لممارسة الأعمال التجارية لتصبح وسيلة للتسويق والإعلان وهذا ما جعلها موجودة في مؤسسات التسويق الاستهلاكية منذ منتصف وأواخر التسعينيات.

## تاريخه

### تجارة التجزئة

#### الجوائز
الجوائز هي العناصر التي يمكن أن يحصل عليها عميل التجزئة من خلال استرداد أدلة الشراء من منتج أو متجر معين. وكان هذا البرنامج أحد برامج تسويق الولاء الأولى.

#### برامج الجوائز المبكرة
بدأ أحد التجار الأمريكيين في عام 1793 بتقديم العملات الرمزية النحاسية التي يمكن للمستهلك جمعها واستبدالها بالعناصر الموجودة في المتجر. انتشرت هذه الممارسة واستخدمها العديد من التجار طوال القرن التاسع عشر. جاء مع صابون غسيل سويت هوم، وهو منتج من شركة بي. إيه. رابيت، شهادات من الممكن جمعها واستردادها على شكل لوحات طباعة حجرية ملونة. ابتداءً من عام 1872، قدمت شركة غراند يونيون تذاكر للعملاء تمكنهم من استبدالها وأخذ بضائع من متاجر الشركة ذاتها.

#### استثمار الطوابع
قُدم أول نظام لاستثمار الطوابع في عام 1891، وهو نظام استثمار الطوابع الزرقاء، إذ يمكن للعملاء استبدال الطوابع الملصقة على الكتيبات وأخذ منتجات من المتجر. تأسست شركة سبيري وهتشينسون في عام 1896 في مدينة جاكسون، ميشيغان، وكانت أول جهة خارجية تقدم طوابع تجارية لشركات مختلفة، بما في ذلك تجار السلع الجافة ومحطات الوقود ولاحقًا محلات السوبر ماركت. افتتحت إس آند إتش للطوابع الخضراء، أول مركز استرداد خاص بها في عام 1897؛ يمكن للعملاء استبدال كتيباتهم المليئة بـ«الطوابع الخضراء» وأخذ المنتجات المنزلية وأدوات المطبخ والأغراض الشخصية بدلًا منها. وبعد الحرب العالمية الثانية، بدأت أعمال الطوابع التجارية عندما أنشأت العديد من شركات الطرف الثالث برامج استثمار الطوابع الخاصة بها لتقدمها إلى المتاجر الكبرى وغيرها من تجار التجزئة.

#### التسويق من خلال الأطفال
استخدم مسوقو منتجات البيع بالتجزئة برامج تستهدف الأطفال لبيعها إلى الآباء من خلال استخدام الهدايا. قدمت شركة كيلوغز لرقائق الذرة جائزة الحبوب الأولى، وكانت كتاب الغابة المتحركة المضحكة المصور. كان الكتاب متاحًا في الأصل كجائزة تُمنح للعميل في المتجر عند شراء عبوتين من الحبوب. ولكن في عام 1909، غيرت الشركة العرض وأصبحت تعطي الكتاب عبر البريد مقابل 10 سنتات. وُزعت أكثر من 2.5 مليون نسخة من الكتاب في طبعات مختلفة على مدى 23 سنة.
كان للإذاعة في بداية الحرب العالمية الثانية دور كبير في الترويج للجوائز وتوزيعها، وخاصة الألعاب المرتبطة بالبرنامج الإذاعي. كانت هناك العديد من البرامج الإذاعية التي عرضت الجوائز على مستمعيها، وأشهرها كابتن ميدنايت. كان الراعي الوحيد لكابتن ميدنايت هو زيت سكيلي، وكان يمكن للوالدين الحصول على استمارات عبر البريد الإلكتروني للحصول على جوائز الراديو في محطات الوقود. وفي وقت لاحق، أصبحت أوفالتين هي الراعي لكابتن ميدنايت، واستمرت في تقديم الجوائز من خلال الإعلانات على الملصقات وأغطية الرقائق والتي يمكن جمعها للتبادل مع جوائز كابتن ميدنايت.

#### بوكس توب
أصدرت العلامة التجارية بيتي كروكر في عام 1929، كوبونات يمكن استخدامها لاستلام جوائز مثل أدوات المائدة المجانية. في عام 1937، طُبعت القسائم على العلب الخارجية، ولاحقًا أنتج برنامج نقاط بيتي كروكر فهرسًا شهيرًا للمكافآت يمكن للعملاء من خلاله اختيار المكافآت باستخدام نقاطهم. في عام 2006، أُعلن عن توقف الفهرس عن العمل وأنه يجب استبدال جميع النقاط بحلول 15 ديسمبر من عام 2006. وهكذا، انتهى أحد أطول برامج التسويق بعد تقليد استمر لمدة 77 عام.

#### ملحقات التبغ
كانت بعض الجوائز الأولى عبارة عن بطاقات سجائر -بطاقات تجارية تعلن عن المنتج، مُدرجة في علب ورق السجائر لحماية محتوياتها. كان آلان وغينتر في الولايات المتحدة في عام 1886، والشركة البريطانية (دبليو. دي آند إتش. أو) في عام 1888، من أوائل شركات التبغ التي طبعت الإعلانات، وبعد ذلك بعامين، أصدرت الصور المطبوعة على البطاقات مع مجموعة متنوعة من المواضيع من الطبيعة إلى الحرب إلى الرياضة -وهي المواضيع التي جذبت الرجال المدخنين. بحلول عام 1900، كانت هناك الآلاف من بطاقات التبغ المصنعة من قبل 300 شركة مختلفة. بعد نجاحها، أُنتجت البطاقات التجارية من قبل الشركات المصنعة للمنتجات الأخرى وكانت تُدرج في المنتجات أو تُسلّم إلى العميل في المتجر وقت الشراء. وضعت الحرب العالمية الثانية حدًا لإنتاج بطاقات السجائر بسبب الموارد الورقية المحدودة، ولم يعد إنتاجها بعد الحرب إطلاقًا.

#### من بطاقات التجارة إلى بطاقات الاستثمار
كانت أول بطاقات البيسبول عبارة عن بطاقات تجارية تعرضها شركة بروكلين أتلانتيك التي أُنشئت في عام 1868 من قبل بيك وسنايدر، وهي شركة للسلع الرياضية تصنع معدات البيسبول. ظهرت بطاقات بيك وشنايدر التجارية في عام 1869، على أول فريق محترف وهو فريق ريد سوكس. جاءت معظم بطاقات البيسبول في بداية القرن العشرين في منتجات الحلوى والتبغ التي تنتجها شركات مثل شركة بريش وليامز للحلويات في أكسفورد، بنسلفانيا، وشركة أمريكان كاراميل، وشركة إمبريال توباكو الكندية. في الواقع، هي مجموعة بيسبول، تُعرف باسم مجموعة بطاقات التبغ تي-106، التي وزعتها شركة التبغ الأمريكية في عام 1909 ويعتبرها هواة جمع العملات من أكثر مجموعات بطاقات السجائر شيوعًا.
أصدرت شركة علكة غودي العالمية في عام 1933، بطاقات للبيسبول مطبوع على ظهرها السير الذاتية للاعبين وكانت أول من وضع بطاقات البيسبول في علب العلكة. أصدرت شركة بومان للعلكة من فيلادلفيا بطاقات البيسبول لأول مرة في عام 1948 وأصبحت أكبر مُصدر لبطاقات البيسبول من 1948 إلى 1952.

#### الأطعمة المعبأة الحديثة
كان الاستخدام الأكثر شهرة للجوائز في الولايات المتحدة هي حلويات كراكر جاك. إذ أُدرجت الجوائز في كل علبة من كراكر جاك بشكل مستمر منذ عام 1912. كان ويل كيث كيلوغ أول من قدم الجوائز ضمن صناديق الحبوب. أنتجت إستراتيجية التسويق التي أنشأها ويل الآلاف من هدايا صناديق رقائق الذرة ووُزعت من قبل عشرات المليارات. كانت علامة فريتو-لي التجارية أيقونة العالم في مجال الجوائز، إلى جانب كونها المالك الحالي لشركة كراكي جاك. قدمت فريتو-لي في أجزاء من أمريكا اللاتينية، علامة تجارية تدعى شيتوس سوربريسا والتي تشتمل على جائزة مرخصة (من الأفلام والتلفزيون وألعاب الفيديو) في كل كيس بحجم 29 غرامًا.